# Јоца Стефановић
Јован Стефановић (Ваљево, 12. децембар 1989) српски је поп-фолк певач.

## Биографија
Рођен је 12. децембра 1989. године у Ваљеву, где је живео неколико година, након чега се преселио у Приштину, а потом 1999. у Београд.

### Образовање и музичка каријера
Завршио је соло певање у Музичкој школи „Станковић”, као и средњу електротехничку школу „Стари Град”.
У музику га је увео отац, композитор Славко Стефановић, шеф народног оркестра РТВ Приштина и најбољи хармоникаш Југославије 1988. године. По доласку у Београд, са 14 година, почео је да ради са оцем у његовом студију Музички атеље „Славкони”, на аранжманима познатих песама већ популарних уметника. Радио је аранжман за песму Нико и неко коју је Дејан Матић певао на Гранд фестивалу, а потом и за песму Није то било то. Потписује и аранжман песме Имати па немати, коју је отпевао Џеј, а песма је освојила друго место на Гранд фестивалу. Радио је као аранжер на више албума фолкера, наступао је као пратећи вокал са следећим уметницима: Дејан Матић, Саша Матић, Миле Китић, Шабан Шаулић и другима. Певао је по клубовима и на забавама у Београду и Новом Саду.
Учествовао је у четвртој сезони регионалног такмичења Звезде Гранда (2008/09), и одушевио жири певајући тада непознату песму "Мали је ово град" Жељка Шашића; завршио је као пети у финалу одржаном 2009, где се пласирао заједно с Топалком, Слободаном Васићем, Дарком Лазићем, Сашом Капором и Јеленом Костов.
Године 2010. издао је први албум, на којем потписује композицију и аранжман.
Размишљао је да престане са певањем јер су га сматрали нижеразредним, те да оде у Сједињене Државе и бави се продукцијом. Одустао је од те идеје и почетком 2017. године у емисији Звезде Гранда специјал представио сингл Крвопија, за који је радио аранжман и музику.
Радио је аранжмане за многе музичаре Шерифа Коњевића, Стевана Анђелковића, Милицу Тодоровић, Мају Беровић, Амара Гилета, Ацу Живановића, Немању Стевановића, Ану Кокић, Бецу Фантастика и друге. Компоновао је музику и текст за песму Твоје магије Теодоре Џехверовић, и написао текст за песму Ко преживи нека прича Стоје
Године 2018. је објавио песму Све ми добро иде.

### Приватни живот
Од 2010. године је учествовао у ријалити-шоуу Двор, а 2015. у Паровима.
Био је у вези је са Ханом Олајић од 2016. до 2020. године. Пре тога је био у вези са ћерком Зорице Брунцлик и Кемиша Златом Аранђеловић, те ћерком Топалка Хеленом Топаловић.

## Дискографија
- За тебе брига ме (2010)

### Синглови
- Другови не постоје (2010)
- Само јави (2010) Гранд фестивал
- Радо лепа Радо (2010) са Небојшом Војводићем и Дарком Лазићем
- Роде ће се опет вратити - друга верзија (са Душаном Свиларом, Миланом Динчићем и Стеваном Анђелковићем
- Комшије (2011) са Миланом Динчићем Динчом и Стеваном Анђелковићем
- Није све у новцу (2012) са Славком Стефановићем
- Што си мала мршава ко грана (2012) са Лидијом Скрињик
- Слободан (2014)
- Моје правило (2014) Гранд фестивал 2014.
- Четири на једнога (2014)
- Ти си цео мој свет (2016)
- Крвопија (2017)
- Све ми добро иде (2018)
- Одавно (2023)
- Тако близу (2025) дует са Ивом Бојановић